# Міністерство закордонних справ Данії
Міністерство закордонних справ Данії (дан. Udenrigsministeriet, фар. Uttanríkismálaráðið, гренл. Nunanut Allanut Ministereqarfik) — центральний орган виконавчої влади королівства Данія, відповідальний за її міждержавні відносини та діяльність її міжнародних дипломатичних місій. До кола питань міністерства належить зовнішня політика королівства, політика відносно Арктичної ради, Європейського Союзу, Північної ради, допомога розвитку, політика безпеки, зовнішньоторговельна політика.

## Історія
Міністерство закордонних справ уперше стало окремою установою 1770 року під назвою Департамент закордонної служби, який 1848 року перейменували на Королівське міністерство закордонних справ Данії. Перед тим дипломатичні завдання зазвичай виконували поодинокі короткочасні місії, але дедалі більша складність дипломатичних справ вимагала створення більшої організованості у вигляді постійної відповідної установи.

## Роль
У міністерстві нині працює понад тисячу осіб у країні та за її межами. Його офіційна роль полягає у просуванні інтересів Данії таким чином, щоб сприяти свободі, безпеці та добробуту данських громадян за кордоном, одночасно працюючи задля миру і стабільності у світі. На практиці відомство завдяки тісній співпраці між його осідком у Копенгагені та зарубіжними представництвами допомагає данським компаніям на їхніх експортних ринках, а громадянам Данії — в надзвичайних ситуаціях за кордоном.